# Supercopa de España de Fútbol 1995
La Supercopa de España de 1995 fue la XII edición del torneo, correspondiente a la temporada 1995-96. Se disputó entre el campeón de Liga 1994-95, el Real Madrid C. F., y el campeón de la Copa del Rey 1994-95, el R.C. Deportivo La Coruña. 
Se jugó en partidos de ida y vuelta, el 24 de agosto en La Coruña y el 27 de agosto en Madrid. El R.C. Deportivo La Coruña fue el campeón del torneo por 5-1 en el cómputo global.
| Bandera de Galicia              | 5 - 1 | Bandera de la Comunidad de Madrid |
| R.C. Deportivo de La Coruña 3 2 | 5 - 1 | Real Madrid C. F. 0 1             |
| ------------------------------- | ----- | --------------------------------- |

## Supercopa de 1995
| Real Madrid C. F.        |  | Bandera de la Comunidad de Madrid |  | Campeón de la Primera División de España (Liga 1994/95)     |
| R.C. Deportivo La Coruña |  | Bandera de Galicia                |  | Campeón de la Copa del Rey de fútbol (Copa del Rey 1994-95) |

### Ida
| 22         | POR        | Juan Garrido Canales  |     |
| 2          | DEF        | Voro                  |     |
| 5          | DEF        | Miroslav Djukić       |     |
| 4          | DEF        | José Luis Ribera      |     |
| 7          | DEF        | Nando Martínez        |     |
| 12         | MED        | Donato Gama da Silva  |     |
| 8          | MED        | Alfredo Santaelena    |     |
| 10         | MED        | Fran González         | 66' |
| 16         | DEL        | Javier Manjarín       | 64' |
| 14         | DEL        | Txiki Begiristain     | 46' |
| 11         | DEL        | Bebeto                |     |
| Entrenador | Entrenador | John Benjamin Toshack |     |

| 1          | POR        | Paco Buyo             |     |
| 3          | DEF        | Quique Sánchez Flores |     |
| 5          | DEF        | Manolo Sanchís        |     |
| 4          | DEF        | Fernando Hierro       |     |
| 19         | DEF        | Mikel Lasa            |     |
| 11         | MED        | José Emilio Amavisca  | 75' |
| 6          | MED        | Fernando Redondo      |     |
| 20         | MED        | Freddy Rincón         | 52' |
| 21         | DEL        | Luis Enrique          |     |
| 17         | DEL        | Raúl González         |     |
| 9          | DEL        | Iván Zamorano         |     |
| Entrenador | Entrenador | Jorge Valdano         |     |

| 3  | DEF | Luis María López Rekarte | 46' |
| 9  | DEL | Dimitri Radchenko        | 64' |
| 19 | MED | Adolfo Aldana            | 66' |

| 13 | POR | Santiago Cañizares | 52' |
| 8  | MED | Míchel             | 75' |

| Penal | 55' | Donato Gama da Silva | 1-0 |
|       | 60' | Fran González        | 2-0 |
|       | 65' | Bebeto               | 3-0 |

|  | 35' | Nando Martínez |
|  | 71' | Voro           |

|  | 48' | Mikel Lasa |

|                                          | 54' | Paco Buyo  |
| Otorgado · Otorgado otra vez · Expulsado | 84' | Mikel Lasa |

| Árbitro: | Juan Ansuátegui Roca |

| 22         | POR        | Juan Garrido Canales  |     |
| 2          | DEF        | Voro                  |     |
| 5          | DEF        | Miroslav Djukić       |     |
| 4          | DEF        | José Luis Ribera      |     |
| 7          | DEF        | Nando Martínez        |     |
| 12         | MED        | Donato Gama da Silva  |     |
| 8          | MED        | Alfredo Santaelena    |     |
| 10         | MED        | Fran González         | 66' |
| 16         | DEL        | Javier Manjarín       | 64' |
| 14         | DEL        | Txiki Begiristain     | 46' |
| 11         | DEL        | Bebeto                |     |
| Entrenador | Entrenador | John Benjamin Toshack |     |

| 1          | POR        | Paco Buyo             |     |
| 3          | DEF        | Quique Sánchez Flores |     |
| 5          | DEF        | Manolo Sanchís        |     |
| 4          | DEF        | Fernando Hierro       |     |
| 19         | DEF        | Mikel Lasa            |     |
| 11         | MED        | José Emilio Amavisca  | 75' |
| 6          | MED        | Fernando Redondo      |     |
| 20         | MED        | Freddy Rincón         | 52' |
| 21         | DEL        | Luis Enrique          |     |
| 17         | DEL        | Raúl González         |     |
| 9          | DEL        | Iván Zamorano         |     |
| Entrenador | Entrenador | Jorge Valdano         |     |

| 3  | DEF | Luis María López Rekarte | 46' |
| 9  | DEL | Dimitri Radchenko        | 64' |
| 19 | MED | Adolfo Aldana            | 66' |

| 13 | POR | Santiago Cañizares | 52' |
| 8  | MED | Míchel             | 75' |

| Penal | 55' | Donato Gama da Silva | 1-0 |
|       | 60' | Fran González        | 2-0 |
|       | 65' | Bebeto               | 3-0 |

|  | 35' | Nando Martínez |
|  | 71' | Voro           |

|  | 48' | Mikel Lasa |

|                                          | 54' | Paco Buyo  |
| Otorgado · Otorgado otra vez · Expulsado | 84' | Mikel Lasa |

| Árbitro: | Juan Ansuátegui Roca |

### Vuelta
| 13         | POR        | Santiago Cañizares    |     |
| 3          | DEF        | Quique Sánchez Flores |     |
| 18         | DEF        | Rafael Alkorta        | 77' |
| 4          | DEF        | Fernando Hierro       |     |
| 22         | DEF        | Miquel Soler          |     |
| 11         | MED        | José Emilio Amavisca  | 46' |
| 14         | MED        | Luis Milla            |     |
| 20         | MED        | Freddy Rincón         | 46' |
| 21         | DEL        | Luis Enrique          |     |
| 10         | DEL        | Michael Laudrup       |     |
| 9          | DEL        | Iván Zamorano         |     |
| Entrenador | Entrenador | Jorge Valdano         |     |

| 22         | POR        | Juan Garrido Canales     |     |
| 2          | DEF        | Voro                     |     |
| 5          | DEF        | Miroslav Djukić          |     |
| 4          | DEF        | José Luis Ribera         |     |
| 7          | DEF        | Nando Martínez           | 72' |
| 12         | MED        | Donato Gama da Silva     |     |
| 8          | MED        | Alfredo Santaelena       | 27' |
| 10         | MED        | Fran González            |     |
| 3          | MED        | Luis María López Rekarte |     |
| 9          | DEL        | Dimitri Radchenko        | 36' |
| 11         | DEL        | Bebeto                   |     |
| Entrenador | Entrenador | John Benjamin Toshack    |     |

| 17 | DEL | Raúl González | 46' |
| 8  | MED | Míchel        | 46' |
| 15 | DEF | Nando Muñoz   | 77' |

| 16 | DEL | Javier Manjarín   | 27' |
| 14 | DEL | Txiki Begiristain | 36' |
| 6  | DEF | Paco Jémez        | 72' |

|  | 30' | Fernando Hierro | 1-0 |

|  | 82' | Javier Manjarín   | 1-1 |
|  | 88' | Txiki Begiristain | 1-2 |

|  | 42' | Rafael Alkorta |
|  | 61' | Luis Enrique   |

|  | 49' | Donato Gama da Silva |

| Árbitro: | Antonio Jesús López Nieto |

| 13         | POR        | Santiago Cañizares    |     |
| 3          | DEF        | Quique Sánchez Flores |     |
| 18         | DEF        | Rafael Alkorta        | 77' |
| 4          | DEF        | Fernando Hierro       |     |
| 22         | DEF        | Miquel Soler          |     |
| 11         | MED        | José Emilio Amavisca  | 46' |
| 14         | MED        | Luis Milla            |     |
| 20         | MED        | Freddy Rincón         | 46' |
| 21         | DEL        | Luis Enrique          |     |
| 10         | DEL        | Michael Laudrup       |     |
| 9          | DEL        | Iván Zamorano         |     |
| Entrenador | Entrenador | Jorge Valdano         |     |

| 22         | POR        | Juan Garrido Canales     |     |
| 2          | DEF        | Voro                     |     |
| 5          | DEF        | Miroslav Djukić          |     |
| 4          | DEF        | José Luis Ribera         |     |
| 7          | DEF        | Nando Martínez           | 72' |
| 12         | MED        | Donato Gama da Silva     |     |
| 8          | MED        | Alfredo Santaelena       | 27' |
| 10         | MED        | Fran González            |     |
| 3          | MED        | Luis María López Rekarte |     |
| 9          | DEL        | Dimitri Radchenko        | 36' |
| 11         | DEL        | Bebeto                   |     |
| Entrenador | Entrenador | John Benjamin Toshack    |     |

| 17 | DEL | Raúl González | 46' |
| 8  | MED | Míchel        | 46' |
| 15 | DEF | Nando Muñoz   | 77' |

| 16 | DEL | Javier Manjarín   | 27' |
| 14 | DEL | Txiki Begiristain | 36' |
| 6  | DEF | Paco Jémez        | 72' |

|  | 30' | Fernando Hierro | 1-0 |

|  | 82' | Javier Manjarín   | 1-1 |
|  | 88' | Txiki Begiristain | 1-2 |

|  | 42' | Rafael Alkorta |
|  | 61' | Luis Enrique   |

|  | 49' | Donato Gama da Silva |

| Árbitro: | Antonio Jesús López Nieto |

| Campeón Supercopa de España 1995   |
| ---------------------------------- |
| R.C. Deportivo La Coruña 1° Título |

| Predecesor: Supercopa de España 1994 | Supercopa de España 1995 | Sucesor: Supercopa de España 1996 |